# Jean-Baptiste Chautard
Dom Jean-Baptiste Chautard (12 de Março de 1858 — 29 de setembro de 1935) foi um monge da Abadia de Notre-Dame d'Aiguebelle, Padre Abade da Sept-Fons (1899-1935) da Ordem cisterciense de estrita observância (Trapistas), e escritor.

## Biografia
Escreveu uma obra célebre, "L'Âme de tout apostolat" (A Alma de Todo Apostolado), publicada primeiramente sob o nome "Apostolat des catéchisme et vie intérieure" escrita em uma viagem que o conduzia ao Brasil. Em 1937 ela foi editada com 195.000 exemplares e chegou a um total de 250 000 exemplares contando as traduções para outras línguas. Foi o livro de cabeceira do Papa Santo Pio X, assim como o do escritor Plinio Corrêa de Oliveira. Esta obra mostra que o verdadeiro apostolado é um transbordamento da vida interior, sendo assim, a obra combate a heresia da ação, afirmando o primado da vida espiritual.

## Obras
Obras publicadas:
- A alma de todo apostolado (1907).
- A Regra de São Bento ilustrada por São Bernardo  (1934)
- Os Cistercienses trapistas.

Obras não publicadas:
- L' Esprit de simplicité, caractéristique de Citeaux  (1928)[2]
- Saint Bernard et la Fondation des Cisterciennes dites trappistines   (1919), conhecida depois como  Les Cisterciennes trappistines.
- L'Âme cistercienne [3]